# すずらん公園
すずらん公園（すずらんこうえん）は、長野県駒ヶ根市赤穂にある公園（都市公園）。

## 概要
駒ケ根総合文化センターの南側にある都市公園。面積は約1.2haあり、内部には児童広場（遊具・あずまや・トイレ）、芝生・水辺広場（池・あずまや・カリヨン）、日本庭園、像・石碑などが設置されている。
平成2年12月に竣工されたカリヨン（すずらんの鐘）が一日の内8時・10時・12時・15時・17時に演奏する。曲は季節ごとに変化する。

## 沿革
- 1986年（昭和61年）：文化公園（仮称）設備事業着手。
- 1988年（昭和63年）：併用開始、公園名を「すずらん公園」とする。
- 1989年（平成元年）：平和の文化の像・清楚の像建立（市制施行35周年記念）。
- 1990年（平成2年）：日本庭園竣工・カリヨン塔「すずらんの鐘」竣工。
- 1995年（平成7年）：「平和の森」記念事業竣工（戦後50年記念）、記念碑・噴水・わだつみの像・嵐の中の母子像・赤穂防空監視哨記念碑設置。
- 2001年（平成13年）：駒ケ根市・磐田市（静岡県）・二本松市（福島県）・ポカラ市（ネパール）友好のあかしとして「友好・平和・飛躍」像建立。

## 記念碑・ブロンズ像
- 「大地」：1988年（昭和63年）建立
- 「平和と文化」：1989年（平成元年）建立
- 「清楚」：1989年（平成元年）建立
- 「少年」：1989年（平成元年）建立
- 「わだつみのこえ」：1989年（平成元年）建立
- 「嵐の中の母子」：1990年（平成2年）建立
- 「平和の森」：1995年（平成7年）建立
- 「耳を澄ませて　空を見つめて」：1995年（平成7年）建立
- 「美しく　美しく　めぐるまどかな大空に　人の命のあこがれが　泉のように吹き上がる」：1997年（平成9年）建立
- 「栖み経ては　岳こそ寄る辺　霜日和」：1998年（平成10年）建立
- 「慈愛」：2001年（平成13年）建立
- 「友好・平和・飛躍」：2001年（平成13年）建立

## 交通
隣接する駒ヶ根総合文化センター公式ホームページを参照。
- 自動車
  - 中央自動車道・駒ヶ根インターチェンジより約5分

- 公共交通機関
  - JR飯田線「駒ヶ根駅」より徒歩約7分
  - 高速バスターミナルより徒歩約3分